# Zdzisław Unieszowski

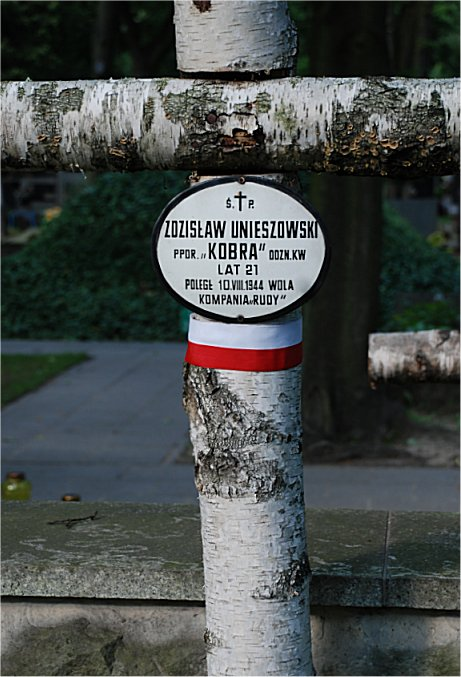
Na Powązkach Wojskowych

Zdzisław Unieszowski ps. Kobra (ur. 30 marca 1923, zm. 10 sierpnia 1944 w Warszawie) – podporucznik, uczestnik powstania warszawskiego w szeregach I plutonu „Sad” 2. kompanii „Rudy” batalionu „Zośka” Armii Krajowej.

## Życiorys
Podczas okupacji hitlerowskiej działał w polskim podziemiu zbrojnym. Poległ 10. dnia powstania warszawskiego podczas walk w rejonie ul. Okopowej na Woli. Miał 21 lat. Został odznaczony Krzyżem Walecznych. Pochowany w kwaterach żołnierzy i sanitariuszek baonu „Zośka” na Wojskowych Powązkach w Warszawie (kwatera A25-8-10).